# Epifanio Apesteguia Díaz
Epifanio Apesteguia Díaz (Gares, Navarra, 1948) fou batlle de Deià (Mallorca) de 1974 a 1986.
Va accedir a la batllia deianenca quan la dictadura franquista estava a punt d'acabar, i va tenir problemes amb el règim per negar-se a presidir la junta local del Moviment i jurar-ne els principis.
Amb l'adveniment de la democràcia es va integrar a l'UCD per la qual fou elegit batlle el 1979; va formar part del Comitè Polític Interinsular d'aquest partit des d'aquest any fins al 1983.
El 1983, arran de la desfeta de l'UCD i tot i ser del sector procliu a la tesi de Francisco Fernández Ordóñez, va encapçalar com a independent la candidatura d'UM i va tornar a ser elegit batlle, càrrec que abandonà el 1986.
Durant el seu mandat es va millorar la infraestructura viària, s'ampliaren el cementiri municipal i l'ajuntament, i es bastí un camp de futbol.
En l'activitat privada ha treballat en la banca i a diverses empreses internacionals i nacionals.